# Franz Dörfel
Franz Dörfel (* 5. Juli 1879 in Komotau, Böhmen; † 26. April 1959 in Wien) war ein österreichischer Wirtschaftswissenschaftler.

## Leben
Franz Dörfel studierte an der Handelshochschule Leipzig. 1899 wurde er Mitglied des Corps Hermunduria Leipzig. Ab 1921 war er Professor für Betriebswirtschaftslehre an der Hochschule für Welthandel. Hier bekleidete er auch das Amt des Rektors unter drei verschiedenen politischen Regimen: zwischen 1934 und 1936 unter dem Austrofaschismus, 1939 interimistisch unter dem Nationalsozialismus und 1945/46 in der Zweiten österreichischen Republik. Dörfel beantragte 1940 eine Aufnahme in die NSDAP, wurde aber 1943 abgelehnt.
Er war ein Verkehrsfachmann und gründete die Verkehrswissenschaftliche Gesellschaft, außerdem war er Herausgeber der Zeitschrift für Betriebswirtschaft.